# Oneonta (New York)
Oneonta è una città degli Stati Uniti d'America situata nello Stato di New York. È inclusa nella contea di Otsego.